# کرومگ
کرومگ (به آلمانی: Krumegg) یک منطقهٔ مسکونی در اتریش است که در گراتس اومگبونگ واقع شده‌است. کرومگ ۱۶٫۱۹ کیلومتر مربع مساحت دارد ۴۶۳ متر بالاتر از سطح دریا واقع شده‌است.